# Knappschaft Kliniken Kamen
Die Knappschaft Kliniken Kamen gehören zum Verbund der Knappschaft Kliniken Westfalen, das außerdem die Knappschaft Kliniken Dortmund, die Knappschaft Kliniken Lünen sowie die Knappschaft Kliniken Lütgendortmund betreibt. 370 Mitarbeiter versorgen aufgeteilt auf sechs Fachkliniken und neun Zentren sowie Intensivstation und Ambulanzen jährlich mehr als 8.400 stationäre und mehr als 22.000 ambulante Patienten.

## Geschichte

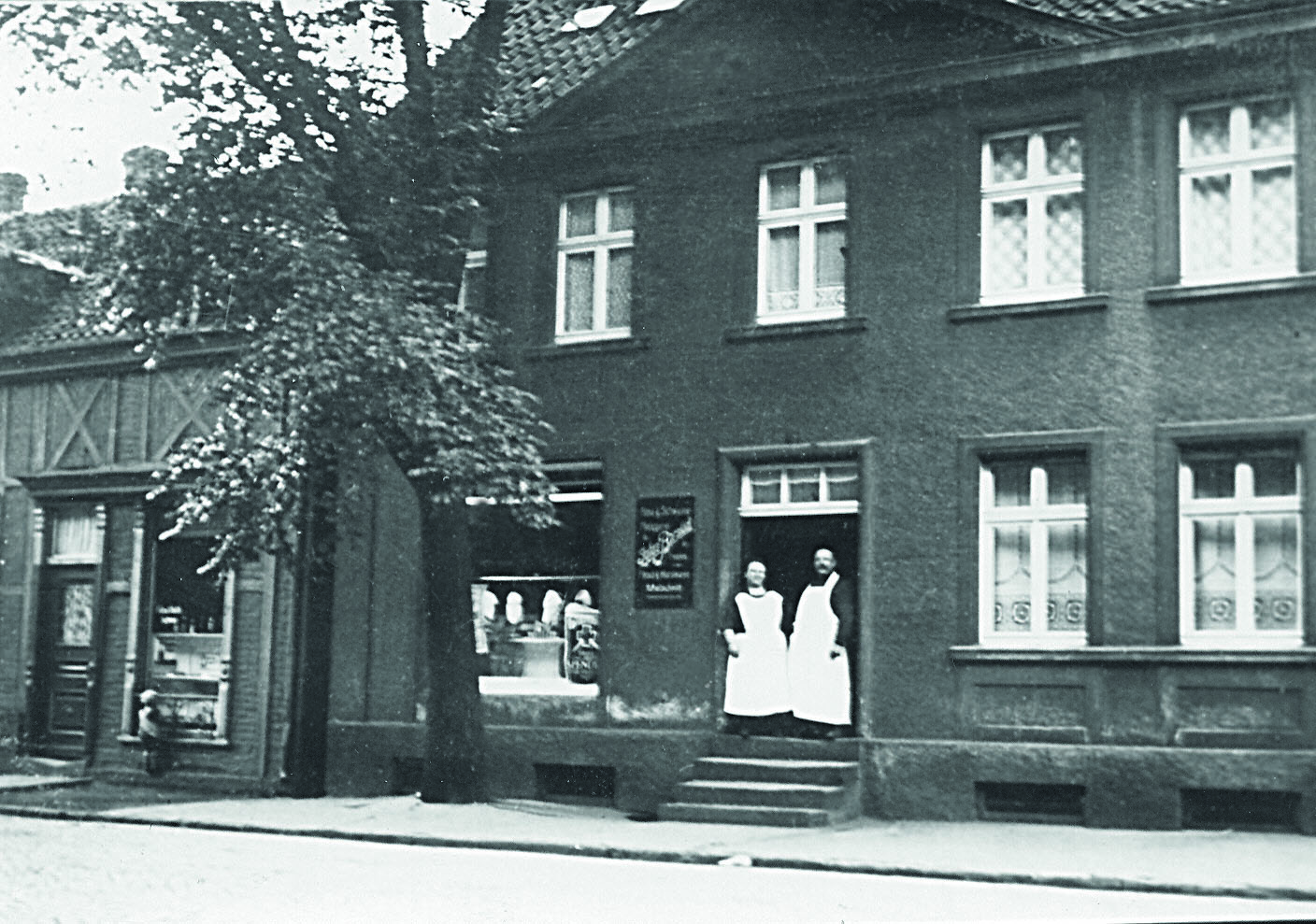
Die Ursprünge des Hellmig-Krankenhauses liegen in dieser gemieteten Pflegestation an der Nordenmauer.

Als „Ehrendenkmal frommer Nächstenliebe“ – so der damalige Pfarrer Friedrich Pröbsting – wurden die Knappschaft Kliniken Kamen (früher Hellmig-Krankenhaus Kamen) 1884/1885 in Betrieb genommen. Von der Schuhmacherwitwe Wilhelmine Hellmig gespendete 15.000 Mark lieferten den Grundstock für die stationäre Krankenversorgung in Kamen. Für den Bau eines Krankenhauses hätten die 15.000 Mark jedoch nicht ausgereicht. Also wurde zunächst eine Pflegestation in einem dafür angemieteten Haus an der Nordenmauer 30 errichtet. Fertig gestellt wurde die erste Kamener Krankenhausstation hier mit zunächst sechs, später zwölf Betten kurz vor dem Jahresende 1884. In den Anfangsjahren stand oft allein die pflegerische Versorgung im Mittelpunkt. Heute ist daraus eine umfassende medizinische Versorgung auf Spitzenniveau entstanden, belegt durch anerkannte Zertifizierungen.
Aus einem kirchennahen Krankenhaus entwickelte sich die Knappschaft Kliniken Kamen weiter zu einem kommunalen Angebot. Seit 2013 gehört das Haus zu den Knappschaft Kliniken Westfalen mit weiteren Häusern in Dortmund und Lünen und damit zugleich zur Familie der Knappschaft Kliniken. Die Städte Kamen und Lünen sind weitere Gesellschafter.
Waren in den Anfangsjahren lediglich zwei Schwestern im damaligen Hellmig-Krankenhaus tätig, so arbeitet hier heute ein multiprofessionelles Team aus 370 Mitarbeitern. Sie versorgen in sechs Fachkliniken und neun Zentren zuzüglich Intensivstation und Ambulanz jährlich rund 8.000 stationäre und 23.000 ambulante Patienten. Die Knappschaft Kliniken Kamen verfügen heute über eine moderne technische Ausstattung für umfassende diagnostische wie therapeutische Verfahren. Es arbeitet eng zusammen mit niedergelassenen Medizinern für eine umfassende Gesundheitsversorgung in der Region.

## Medizinische Versorgung
Neben der medizinischen Grundversorgung mit einem breiten internistischen Angebot haben sich die Knappschaft Kliniken Kamen heute auf die Angiologie (Gefäßmedizin), Diabetologie, Gastroenterologie, Kardiologie, Onkologie (Krebsmedizin), Unfall- und Wiederherstellungschirurgie, Viszeralchirurgie und Proktologie spezialisiert. Die Zentrale Notaufnahme ist wichtiger Baustein der Notfallversorgung in der Stadt und im Kreis und somit Anlaufstelle in vielfältigen Notfällen.
In den vergangenen Jahren wurde umfassend in den Standort investiert mit dem Umbau der Internistischen Funktionsabteilung, dem Einbau einer Angiographieanlage in neuen Räumen, der Errichtung eines Wundbehandlungsraumes und komplett neu gestalteten Stationen auf allen Ebenen. Für eine neue Radiologie, eine neue Dialysepraxis und die Reha, die jeweils von Kooperationspartnern betrieben werden, wurden neue Räumlichkeiten geschaffen. In dem an die Klinik angrenzenden Severinshaus sind weitere medizinische Versorgungsangebote angesiedelt.

## Fachabteilungen
Das Krankenhaus verfügt über die folgenden Kliniken und medizinischen Abteilungen:
- Allgemein- und Viszeralchirurgie, Proktologie
- Anästhesiologie, Intensivmedizin und Schmerztherapie
- Medizinische Klinik I – Angiologie, Diabetologie, Kardiologie und Intensivmedizin
- Medizinische Klinik II – Gastroenterologie
- Medizinische Klinik III – Onkologie, Hämatologie und Palliativmedizin
- Unfall-, Hand- und Wiederherstellungschirurgie und Kindertraumatologie
- Zentrale Notaufnahme
- Intensivstation
- Internistische Funktionsabteilung

Als besondere Schwerpunkte des Krankenhauses sind folgende spezifische Leistungen zu nennen:
- Alterstraumazentrum
- Bauchzentrum
- Diabeteszentrum
- EndoProthetikZentrum
- Fußzentrum
- Handzentrum
- Kompetenzzentrum für chirurgische Koloproktologie
- Schilddrüsenzentrum
- WundKompetenzZentrum